# Maximilian Mittelstädt
Maximilian Mittelstädt (sinh ngày 18 tháng 3 năm 1997) là một cầu thủ bóng đá chuyên nghiệp người Đức hiện đang thi đấu ở vị trí hậu vệ trái cho câu lạc bộ Bundesliga VfB Stuttgart và đội tuyển bóng đá quốc gia Đức.

## Sự nghiệp câu lạc bộ

### Sự nghiệp ban đầu
Mittelstädt bắt đầu sự nghiệp bóng đá khi mới 5 tuổi ở đội trẻ của SC Staaken trước khi chuyển đến Hertha 03 Zehlendorf. Năm 2012, anh chuyển đến đội trẻ của Hertha BSC.

### Hertha BSC
Mittelstädt ra mắt giải đấu vào ngày 2 tháng 3 năm 2016 trước Eintracht Frankfurt khi vào sân thay Salomon Kalou ở phút thứ 90. Vào ngày 30 tháng 10 năm 2018, anh ghi bàn thắng đầu tiên cho Hertha BSC trong chiến thắng 2–0 trên sân khách trước SV Darmstadt 98 tại DFB-Pokal.

### VfB Stuttgart
Vào ngày 7 tháng 6 năm 2023, Mittelstädt ký hợp đồng có thời hạn 3 năm với VfB Stuttgart. Trong mùa giải 2023–24, anh đạt tỷ lệ rê bóng thành công cao nhất ở Bundesliga với 61% và đóng vai trò quan trọng trong việc giúp câu lạc bộ của anh giành quyền tham dự UEFA Champions League.

## Sự nghiệp quốc tế
Mittelstädt từng có mặt trong đội tuyển U-19 quốc gia Đức trong mùa giải 2015–16. Vào tháng 3 năm 2024, Julian Nagelsmann gọi anh vào đội tuyển quốc gia Đức trước trận giao hữu với Pháp và Hà Lan. Anh ra mắt vào ngày 23 tháng 3 trong trận gặp Pháp. Ba ngày sau, Mittelstädt ghi bàn thắng đầu tiên trong chiến thắng 2–1 trước Hà Lan.
Mittelstädt được xác nhận có mặt trong đội hình 26 người chung cuộc tham dự UEFA Euro 2024 vào ngày 7 tháng 6.

## Thống kê sự nghiệp

### Câu lạc bộ
Tính đến 24 tháng 5 năm 2025
| Câu lạc bộ          | Mùa giải            | Giải vô địch         | Giải vô địch | Giải vô địch | DFB-Pokal | DFB-Pokal | Châu lục | Châu lục | Khác | Khác | Tổng cộng | Tổng cộng |
| Câu lạc bộ          | Mùa giải            | Hạng đấu             | Trận         | Bàn          | Trận      | Bàn       | Trận     | Bàn      | Trận | Bàn  | Trận      | Bàn       |
| ------------------- | ------------------- | -------------------- | ------------ | ------------ | --------- | --------- | -------- | -------- | ---- | ---- | --------- | --------- |
| Hertha BSC          | 2015–16             | Bundesliga           | 3            | 0            | 0         | 0         | —        | —        | —    | —    | 3         | 0         |
| Hertha BSC          | 2016–17             | Bundesliga           | 12           | 0            | 1         | 0         | 0        | 0        | —    | —    | 13        | 0         |
| Hertha BSC          | 2017–18             | Bundesliga           | 11           | 0            | 0         | 0         | 3        | 0        | —    | —    | 14        | 0         |
| Hertha BSC          | 2018–19             | Bundesliga           | 25           | 1            | 3         | 2         | —        | —        | —    | —    | 28        | 3         |
| Hertha BSC          | 2019–20             | Bundesliga           | 26           | 1            | 2         | 1         | —        | —        | —    | —    | 28        | 2         |
| Hertha BSC          | 2020–21             | Bundesliga           | 27           | 0            | 1         | 0         | —        | —        | —    | —    | 28        | 0         |
| Hertha BSC          | 2021–22             | Bundesliga           | 25           | 0            | 1         | 0         | —        | —        | —    | —    | 26        | 0         |
| Hertha BSC          | 2022–23             | Bundesliga           | 17           | 0            | 0         | 0         | —        | —        | —    | —    | 17        | 0         |
| Hertha BSC          | Tổng cộng           | Tổng cộng            | 146          | 2            | 9         | 3         | 3        | 0        | —    | —    | 158       | 5         |
| Hertha BSC II       | 2015–16             | Regionalliga Nordost | 10           | 3            | —         | —         | —        | —        | —    | —    | 10        | 3         |
| Hertha BSC II       | 2016–17             | Regionalliga Nordost | 7            | 0            | —         | —         | —        | —        | —    | —    | 7         | 0         |
| Hertha BSC II       | 2017–18             | Regionalliga Nordost | 6            | 1            | —         | —         | —        | —        | —    | —    | 6         | 1         |
| Hertha BSC II       | Tổng cộng           | Tổng cộng            | 23           | 4            | —         | —         | —        | —        | —    | —    | 23        | 4         |
| VfB Stuttgart       | 2023–24             | Bundesliga           | 31           | 2            | 3         | 0         | —        | —        | —    | —    | 34        | 2         |
| VfB Stuttgart       | 2024–25             | Bundesliga           | 31           | 1            | 4         | 0         | 8        | 0        | 1    | 0    | 44        | 1         |
| VfB Stuttgart       | Tổng cộng           | Tổng cộng            | 62           | 3            | 7         | 0         | 8        | 0        | 1    | 0    | 78        | 3         |
| Tổng cộng sự nghiệp | Tổng cộng sự nghiệp | Tổng cộng sự nghiệp  | 231          | 9            | 16        | 3         | 10       | 0        | 1    | 0    | 258       | 12        |

1. ↑  Số lần ra sân tại UEFA Europa League
2. ↑  Số lần ra sân tại UEFA Champions League
3. ↑  Ra sân tại DFL-Supercup

### Quốc tế
Tính đến 8 tháng 6 năm 2025
| Đội tuyển quốc gia | Năm       | Trận | Bàn |
| ------------------ | --------- | ---- | --- |
| Đức                | 2024      | 11   | 1   |
| Đức                | 2025      | 3    | 0   |
| Tổng cộng          | Tổng cộng | 14   | 1   |

Tính đến 8 tháng 6 năm 2025
Tỷ số và kết quả liệt kê bàn thắng của Đức được để trước, cột tỷ số cho biết tỷ số sau mỗi bàn thắng của Mittelstädt.
| # | Ngày                | Địa điểm                            | Trận | Đối thủ | Bàn thắng | Kết quả | Giải đấu |
| - | ------------------- | ----------------------------------- | ---- | ------- | --------- | ------- | -------- |
| 1 | 26 tháng 3 năm 2024 | Waldstadion, Frankfurt am Main, Đức | 2    | Hà Lan  | 1–1       | 2–1     | Giao hữu |

## Danh hiệu
VfB Stuttgart
- DFB-Pokal: 2024–25[13]